# HMS Basilisk (H11)
L'HMS Basilisk (H11) fou un destructor Classe B de la Royal Navy britànica que va participar en combat a la Segona Guerra Mundial.

## Història
Immediatament després que l'HMS Basilisk es posés en servei, fou assignat a la 4a Flota Destructora com a part de la Mediterranean Fleet fins al desembre de l'any 1936. Durant els primers dies de la Guerra Civil Espanyola, el dia 5 d'agost del 1936 es disposava a entrar a la seva base a Gibraltar, quan la canonera Eduardo Dato, que estava atracant el port rere el denominat Comboi de la Victòria, va obrir foc sobre el Basilisk, en confondre'l amb un vaixell republicà donada la seva gran semblança amb els destructors de la Classe Churruca.
Al febrer del 1937 va arribar al port de Màlaga, que havia estat capturat alguns dies abans per les forces franquistes, on el seu capità va aconseguir la liberació del zoòleg britànic resident a Màlaga Peter Chalmers Mitchell, que fou arrestat per les tropes franquistes pel seu suport a la república.
Fou enfonsat a la costa de Dunkerque durant l'Operació Dinamo per un Ju-87 Stuka de la Luftwaffe alemanya mentre participava en l'evacuació de la força expedicionària britànica de França.